# Marathon van Praag 1996
De marathon van Praag 1996 werd gelopen op zondag 19 mei 1996. Het was de tweede editie van de marathon van Praag. De Keniaan William Musyoki passeerde bij de mannen als eerste de finish in 2:12.21. De Wit-Russische Elena Vinitskaya won de wedstrijd bij de vrouwen in 2:37.33.

## Uitslagen

### Mannen
| rang   | naam                | land | tijd    |
| ------ | ------------------- | ---- | ------- |
| Goud   | William Musyoki     | KEN  | 2:12.21 |
| Zilver | Tena Negere         | ETH  | 2:12.27 |
| Brons  | Česlovas Kundrotas  | LTU  | 2:13.49 |
| 4      | Jacob Ngunzu        | KEN  | 2:14.55 |
| 5      | Piotr Sekowski      | POL  | 2:15.21 |
| 6      | Simon Mrashani      | TAN  | 2:16.00 |
| 7      | Ambrose Makau       | KEN  | 2:16.04 |
| 8      | Igor Izyumov        | RUS  | 2:16.29 |
| 9      | Jose Maria Gonzales | ESP  | 2:16.32 |
| 10     | Andrzej Krzyscin    | POL  | 2:16.36 |
| 11     | John Musila         | KEN  | 2:17.24 |
| 12     | Ivan Uvizl          | CZE  | 2:18.09 |
| 13     | Uilia Dossantos     | BRA  | 2:18.41 |
| 14     | Lubos Cesnek        | SVK  | 2:18.49 |
| 15     | Pavel Kryska        | CZE  | 2:19.13 |
| 16     | Joel Mutisya        | KEN  | 2:19.15 |
| 17     | Wojciech Wieckowski | POL  | 2:19.37 |
| 18     | Isaac Kipchirchir   | KEN  | 2:19.45 |
| 23     | Zoltan Holba        | HUN  | 2:21.13 |

### Vrouwen
| rang   | naam               | land | tijd    |
| ------ | ------------------ | ---- | ------- |
| Goud   | Elena Vinitskaya   | BLR  | 2:37.33 |
| Zilver | Malgorzata Birbach | POL  | 2:38.00 |
| Brons  | Elena Plastinina   | UKR  | 2:38.16 |
| 4      | Mellen Munyoro     | KEN  | 2:38.19 |
| 5      | Elena Tsukhlo      | BLR  | 2:38.23 |
| 6      | Svetlana Tkach     | MDA  | 2:38.51 |
| 7      | Alla Zadorozhnaya  | BLR  | 2:40.38 |
| 8      | Tatyana Bon'ko     | RUS  | 2:41.02 |
| 9      | Halina Karnatevicz | BLR  | 2:43.29 |
| 10     | Marzanna Helbik    | POL  | 2:44.40 |
| 11     | Vera Sukhova       | RUS  | 2:46.52 |
| 12     | Fabiola Oppliger   | SUI  | 2:47.37 |
| 13     | Fabiola Paoletti   | ITA  | 2:52.25 |

1995 ·
1996 ·
1997 ·
1998 ·
1999 ·
2000 ·
2001 ·
2002 ·
2003 ·
2004 ·
2005 ·
2006 ·
2007 ·
2008 ·
2009 ·
2010 ·
2011 ·
2012 ·
2013 ·
2014 ·
2015 ·
2016 ·
2017